# تپه قرق غربی
تپه قرق غربی در شهرستان ملایر، بخش سامن، دهستان حرم رود سفلی، روستای کهریز ناظم واقع شده و این اثر در تاریخ ۲۵ آبان ۱۳۸۷ با شمارهٔ ثبت ۲۳۶۹۵ به‌عنوان یکی از آثار ملی ایران به ثبت رسیده است.